# 2013
2013 (MMXIII) je bilo navadno leto, ki se je po gregorijanskem koledarju začelo na torek. Organizacija združenih narodov je 2013 proglasila za mednarodno leto sodelovanja za vodo in mednarodno leto kvinoje.

## Dogodki

### Januar – junij
- 11. januar – francoske oborožene sile pričnejo z operacijo Serval s ciljem pregnati militantne islamiste iz Malija.
- 19. januar – Evropska unija uvede enotno vozniško dovoljenje.
- 8. februar – v Ljubljani se na največjem iz serije slovenskih protestov proti politični in ekonomski eliti zbere 20.000 ljudi.
- 15. februar – 
  - meteor vstopi v ozračje nad rusko regijo Čeljabinsk in eksplodira v zraku, zaradi delcev in razbitih šip na objektih je več sto ljudi poškodovanih.
  - asteroid 2012 DA14 s premerom približno 50 m se približa Zemlji na razdaljo 27.700 km, najbližji mimolet telesa take velikosti v sodobni zgodovini.
- 28. februar – papež Benedikt XVI. kot prvi papež po Gregorju XII. leta 1415 odstopi z mesta poglavarja Rimskokatoliške cerkve.
- 13. marec – Argentinec Jorge Mario Bergoglio je v konklavu izvoljen za 266. papeža, izbere si ime Frančišek († 2025).
- 17. marec – Tina Maze z rekordnimi 2414 točkami zmaga v skupnem seštevku svetovnega pokala v alpskem smučanju in kot prva Slovenka osvoji veliki kristalni globus.
- 20. marec – v državnem zboru Republike Slovenije je potrjena 11. vlada Republike Slovenije pod vodstvom premierke Alenke Bratušek.
- 2. april – članice OZN sprejmejo sporazum o trgovini z orožjem, prvi globalni dogovor o nadzoru nad mednarodnim trgovanjem s konvencionalnim orožjem.
- 30. april – nizozemska kraljica Beatrix abdicira in prepusti prestol najstarejšemu sinu, princu Willemu-Alexandru.
- 18. maj – Danska zmaga na Pesmi Evrovizije 2013, ki ga je gostila Švedska.
- 5. junij – Američan Edward Snowden javno razkrije obstoj obsežnega vladnega programa presetrezanja zasebne korespondence državljanov in tujih predstavništev, kar načne odnose ZDA s tujino.
- 20. – 30. junij – sedemnajste Sredozemske igre v Mersinu (Turčija).

### Julij – december
- 1. julij – Hrvaška postane 28. članica Evropske unije.
- 3. julij – egiptovska vojska v odziv na množične proteste odstavi predsednika Mohameda Mursija in razpiše predčasne volitve.
- 8. avgust – v Cerkljah ob Krki je izmerjena rekordno visoka temperatura zraka za Slovenijo: 40,8 °C.
- 4. – 22. september – Slovenija gosti Evropsko prvenstvo v košarki 2013.
- 11. september – 1,6 milijona Kataloncev oblikuje 400 km dolgo človeško verigo v podporo neodvisnosti Katalonije.
- 27. september – Varnostni svet OZN z resolucijo obsodi uporabo kemičnega orožja v državljanski vojni v Siriji in določi ukrepe.
- 29. oktober – odprt je železniški predor Marmaray pod Bosporsko ožino v Istanbulu, ki povezuje evropski in azijski del mesta.
- 8. november – tajfun Haiyan, eden najmočnejših tajfunov v zgodovini merjenja, doseže osrednji del Filipinov in povzroči razdejanje ter zahteva več tisoč žrtev.
- 7. december – delegati na 9. ministrski konferenci Svetovne trgovinske organizacije podpišejo dogovor o rahljanju globalnih trgovinskih omejitev.
- 14. december – kitajsko plovilo Čang'e 3 z robotskim vozilom Jutu pristane na Luni kot prvo plovilo, ki je izvedlo mehak pristanek po letu 1976.

## Rojstva
- 22. julij – princ George Cambriški, prestolonaslednik Združenega kraljestva

## Smrti
Glej tudi: Kategorija:Umrli leta 2013
- 1. januar – Patti Page, ameriška pevka (* 1927)
- 9. januar – James M. Buchanan, ameriški ekonomist in nobelovec (* 1919)
- 25. januar – France Popit, slovenski politik (* 1921)
- 3. februar – Danilo Kocjančič, slovenski glasbenik (* 1949)
- 14. februar – Ronald Dworkin, ameriški filozof (* 1931)
- 19. februar – Robert Coleman Richardson, ameriški fizik, nobelovec (* 1937)
- 26. februar – Stéphane Hessel, francoski pisatelj in diplomat (* 1917)
- 28. februar – Donald Arthur Glaser, ameriški fizik in nevrobiolog, nobelovec (* 1926)
- 5. marec – Hugo Chávez, venezuelski politik (* 1954)
- 9. marec – Matjaž Tanko, slovenski novinar in voditelj (* 1945)
- 21. marec – 
  - Chinua Achebe, nigerijski pisatelj (* 1930)
  - Pietro Mennea, italijanski atlet (* 1952)
- 23. marec – Boris Berezovskij, ruski mogul (* 1946)
- 28. marec – 
  - Boris Strel, slovenski smučar (* 1959)
  - Richard Griffiths, britanski igralec (* 1947)
- 4. april – Roger Ebert, ameriški novinar in filmski kritik (* 1942)
- 8. april – Margaret Thatcher, britanska političarka (* 1925)
- 10. april – Robert G. Edwards, britanski fiziolog, nobelovec (* 1925)
- 11. april – Hilary Koprowski, poljsko-ameriški imunolog in virolog (* 1916)
- 4. maj – Christian de Duve, belgijski citolog in biokemik, nobelovec (* 1917)
- 6. maj – Giulio Andreotti, italijanski politik (* 1919)
- 17. maj – Jorge Rafael Videla, argentinski general in politik (* 1925)
- 20. maj – Ray Manzarek, ameriški glasbenik (* 1939)
- 23. maj – Georges Moustaki, grško-francoski pevec in tekstopisec (* 1934)
- 6. junij – Jerome Karle, ameriški fizikalni kemik, nobelovec (* 1918)
- 11. junij – Robert Fogel, ameriški ekonomist in zgodovinar, nobelovec (* 1926)
- 15. junij – Kenneth G. Wilson, ameriški fizik, nobelovec (* 1936)
- 19. junij – James Gandolfini, ameriški igralec in producent (* 1961)
- 15. julij – Niko Kralj, slovenski arhitekt in oblikovalec (* 1921)
- 2. avgust – Jure Pengov, slovenski novinar in televizijski voditelj (* 1944)
- 7. avgust – Janez Cvirn, slovenski zgodovinar (* 1960)
- 9. avgust – Vladimir Vikulov, ruski hokejist (* 1946)
- 20. avgust – Janez Boljka, slovenski kipar, slikar in grafik (* 1931)
- 28. avgust – Zdenka Cerar, slovenska pravnica, telovadka in političarka (* 1941)
- 30. avgust – Seamus Heaney, irski pesnik, nobelovec (* 1939)
- 21. september – Doris Debenjak, slovenska germanistka in prevajalka (* 1936)
- 22. september – David H. Hubel, kanadsko-ameriški zdravnik in nevrobiolog, nobelovec (* 1926)
- 28. september – Igor Romiševski, ruski hokejist (* 1940)
- 4. oktober – Vo Nguyen Giap, vietnamski general in politik (* 1911)
- 20. oktober – Jovanka Broz, jugoslovanska prva dama (* 1924)
- 27. oktober –
  - Vinko Coce, hrvaški pevec (* 1954)
  - Lou Reed, ameriški glasbenik (* 1942)
- 17. november – Doris Lessing, britanska pisateljica, nobelovka (* 1919)
- 21. november – Frederick Sanger, britanski biokemik, nobelovec (* 1918)
- 28. november – Mitja Ribičič, slovenski politik (* 1919)
- 30. november – Paul Walker, ameriški filmski igralec (* 1973)
- 5. december – Nelson Mandela, južnoafriški politik in državnik, nobelovec (* 1918)
- 14. december – Peter O'Toole, irski igralec (* 1932)

## Nobelove nagrade
- fizika: François Englert in Peter Higgs
- kemija: Martin Karplus, Michael Levitt in Arieh Warshel
- fiziologija ali medicina: James Rothman, Randy Schekman in Thomas C. Südhof
- književnost: Alice Munro
- mir: Organizacija za prepoved kemičnega orožja
- ekonomija: Eugene F. Fama, Lars Peter Hansen in Robert J. Shiller